# Michitsuna no Haha
Michitsuna no Haha (Nhật: 藤原兼家 (Đằng Nguyên Kiêm Gia) 935-995) là một nhà văn Nhật Bản sống vào Thời kỳ Heian. Tên thật của bà không được lịch sử ghi chép lại, danh pháp Michitsuna no Haha được lịch sử ghi chép tạm từ tên con trai bà là Hữu Đại tướng Fujiwara no Michitsuna (道綱 (Đạo Cương)). Bà là con gái của Fujiwara no Tomoyasu (藤原倫寧の娘 (Đằng Nguyên, Luân Ninh)), làm vợ thứ của Fujiwara no Kaneie (藤原 兼家 (Đằng Nguyên Kiêm Gia)). Cháu gọi bà bằng dì là Sugawara no Takasue no Musume (con gái ông Sugawara no Takasue) cũng là một nhà văn nữ có tài, tác giả tập Sarashina Nikki ( Nhật Ký Sarashina).

## Thơ Michitsuna no Haha
Bà là tác giả của tập Kagerō Nikki ( Nhật Ký Phù Du), một tập thơ điển hình của văn học Nhật Bản, viết về cảnh phòng không chiếu lạnh từ khi về làm vợ quan Nhiếp Chính Kaneie, người đang giữ chức Nhiếp chính. Bà có chân trong Ba mươi sáu ca tiên.
Bài thơ sau đây được đánh số 53 trong tập thơ Ogura Hyakunin Isshu do Fujiwara no Teika biên tập.
| Nguyên văn:                                                    | Phiên âm:                                                                       | Dịch thơ: | Diễn ý: |
| -------------------------------------------------------------- | ------------------------------------------------------------------------------- | --- | --- |
| 嘆きつつ ひとり寝る夜の 明くる間は いかに久しき ものとかは知る | Nageki tsutsu Hitori neru yo no Akuru ma wa Ikani hisashiki Mono to ka wa shiru | Than dài rồi thở vắng, Cảnh phòng không chờ sáng. Thời gian sao mà lâu, Chàng ơi, tình có thấu? (ngũ ngôn) Thở than suốt một đêm dài, Biết chăng chờ đợi đã hoài tuổi xuân. (lục bát) | Cảnh phòng không, than dài thở vắng, Thấy sao mà trời lâu sáng. Có biết cho nỗi lòng này chăng? Chắc người đâu hiểu nhỉ! |

### Xuất xứ
Shūi Wakashū ( Thập Di Tập), thơ luyến ái phần 4, bài 912.

### Đề tài
Không kham nổi cảnh ngủ một mình, than thở trong đêm dài.
Bài thơ còn thấy chép ở tập Nhật ký Kagerō Nikki, trong tình huống lúc chồng bà đi lại với một người đàn bà khác nên lúc chồng đến, bà không buồn cho mở cửa và sáng ra, tặng cho ông bài thơ này. Hai câu cuối cùng Ikani hisashiki / Mono to ka wa shiru có ngữ điệu rất mạnh như một lời phản đối và trách móc.
Trong chế độ đa thê, người đàn ông theo tục toikon (問い婚) hay kayoikon (通い婚), lâu lâu mới đến thăm vợ một lần nên cũng dễ thông cảm cho mối hận lòng của bà. Tương truyền Fujiwara no Kaneie có thơ đáp lại, tỏ ra hiểu nỗi khổ tâm của vợ nhưng vị đại thần này không quên than cảnh mình bị bỏ đứng ngoài cửa.

## Đường dẫn ngoài
- McMillan, Peter. Năm 2010 (Bản in đầu, Năm 2008). Một Trăm Nhà Thơ, Mỗi Vị Một Thơ. New York: Nhà xuất bản Đại Học Columbia. (tiếng Anh)
- Suzuki Hideo, Yamaguchi Shin'ichi, Yoda Yasushi. Năm 2009 (Bản in đầu, Năm 1997). Genshoku: Ogura Hyakunin Isshu. Tokyo: Bun'eidō. (tiếng Nhật)
- Một trăm bài thơ Nhật Bản cổ (Hyakunin-isshu), biên dịch bởi William N. Porter, 1909, tại trang sacred-texts.com (tiếng Anh)
- Ogura Hyakunin Isshu, biên dịch bởi chimviet.free.fr Lưu trữ ngày 22 tháng 12 năm 2016 tại Wayback Machine